# Niablé
Niablé è una città, sottoprefettura e comune della Costa d'Avorio, situata nel dipartimento di Abengourou. Conta una popolazione di 44 967 abitanti (censimento 2014).